# Nambaryn Enchbajar

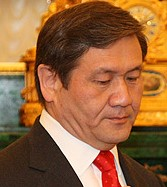
Nambaryn Enchbajar (2008)

Nambaryn Enchbajar (mongolisch Намбарын Энхбаяр [ˈnɑmbɑʁɨːn ˈɛŋxbɑjɑʁ]; * 1. Juni 1958 in Ulaanbaatar) ist ein mongolischer Politiker. Er war von 2005 bis 2009 Staatspräsident der Mongolei.

## Leben
1975 schloss Enchbajar die Mittelschule ab, danach studierte er am Gorki-Literaturinstitut in Moskau und zeitweise auch an der University of Leeds in England. Nach seinem Studienabschluss 1980 arbeitete er als Übersetzer für den mongolischen Schriftstellerverband und übernahm 1983 die Leitung von dessen Abteilung für Außenbeziehungen.

### Karriere als Politiker
1992 wurde Nambaryn Enchbajar Kultusminister der Mongolei und blieb es bis 1996. Von 1997 bis 2005 war Nambaryn Enchbajar Vorsitzender der Mongolischen Revolutionären Volkspartei (MAXN/MRVP) – der 1990 als sozialdemokratisch gegründeten Nachfolgepartei der KP – und gewann mit ihr die Parlamentswahlen von 2000. Am 26. Juli 2000 wurde er zum Premierminister ernannt und blieb in dieser Funktion bis zum 13. August 2004. Anschließend war er bis 2005 Vorsitzender des Parlaments.
Am 22. Mai 2005 wurde er mit 53,4 % zum Präsidenten der Mongolei gewählt und ist damit Nachfolger von Natsagiin Bagabandi. Sein Hauptgegner Mendsaichaniin Enchsaichan, der als Chef der Demokraten ebenfalls zwei Jahre Regierungschef war, erhielt 20 % der Stimmen. Ein Viertel der Stimmen teilten sich zwei bekannte Unternehmer. Hauptthema des Wahlkampfs war die Marktwirtschaft und der Kampf gegen Korruption und Arbeitslosigkeit.
Nach den Bestimmungen der Mongolei musste Nambaryn Enchbajar seine Parteimitgliedschaft während der Zeit als Staatspräsident ruhen lassen. Bei der Präsidentschaftswahl 2009 unterlag Enchbajar dem Kandidaten der Opposition, Tsachiagiin Elbegdordsch.
2010 änderte die Mongolische Revolutionäre Volkspartei (MRVP) ihren Namen in Mongolische Volkspartei (MVP). Enchbajar lehnte diese Umbenennung, die eine Abkehr von der kommunistischen Vergangenheit signalisieren sollte, strikt ab und wurde Vorsitzender einer unter dem alten Namen Mongolische Revolutionäre Volkspartei (MRVP) neu gegründeten Partei.
Am 13. April 2012 wurde Nambaryn Enchbajar wegen Korruption und Machtmissbrauchs verhaftet. Enchbajar bezeichnete seine Festnahme als politisch motiviert. Am 2. August 2012 wurde er zu einer vierjährigen Haftstrafe verurteilt.